# Tycherus
Tycherus is een geslacht van insecten uit de orde vliesvleugeligen (Hymenoptera) en de familie Ichneumonidae.

## Soorten
- T. acutus (Gravenhorst, 1829)
- T. alboannulator Diller, 2009
- T. amaenus (Wesmael, 1845)
- T. apparatus Diller, 2009
- T. araukanerus Diller, 2009
- T. ater (Cresson, 1877)
- T. auricomus Diller, 2009
- T. australogeminus Gokhman, 1991
- T. aymara Diller, 2009
- T. baeosemops Diller, 2006
- T. bellicornis (Wesmael, 1845)
- T. bifarius (Berthoumieu, 1892)
- T. blanki Diller, 2003
- T. bolivari (Berthoumieu, 1895)
- T. boreoalpinus Ranin, 1985
- T. brevifacies Ranin, 1983
- T. broadi Diller, 2010
- T. brunneus (Kiss, 1924)
- T. cacumencultor Diller, 2006
- T. capitosus (Holmgren, 1890)
- T. carinatulus Ranin, 1983
- T. castroensis Diller, 2009
- T. ceciliae Diller, 2007
- T. cephalotes (Wesmael, 1845)
- T. coriaceus (Perkins, 1953)
- T. croceus Diller, 2009
- T. curtus Ranin, 1983
- T. chagrinator Diller, 2009
- T. chileaequalis Diller, 2010
- T. chileator Diller, 2009
- T. chiloeensis Diller, 2009
- T. dilleri Ranin, 1985
- T. discoidalis (Ratzeburg, 1852)
- T. dodecellae Ranin, 1983
- T. elongatus (Thomson, 1891)
- T. eques (Wesmael, 1845)
- T. fennicus (Hellen, 1951)
- T. flavidens (Wesmael, 1845)
- T. fuscibucca (Berthoumieu, 1901)
- T. fuscicornis (Wesmael, 1845)
- T. gauldi Diller, 2010
- T. gilvimaculatus Diller, 2009
- T. glareosus Ranin, 1983
- T. gracilis (Berthoumieu, 1898)
- T. gusevi Diller, 2009
- T. helleni Ranin, 1983
- T. hispanicus (Berthoumieu, 1895)
- T. horstmanni Diller, 2006
- T. huechunensis Diller, 2009
- T. huillichesator Diller, 2009
- T. impiger (Wesmael, 1845)
- T. improcerus Ranin, 1983
- T. infimus (Wesmael, 1845)

- T. ischiomelinus (Gravenhorst, 1829)
- T. jimenezi Selfa & Diller, 1991
- T. jucundus (Wesmael, 1845)
- T. julianae Diller, 2009
- T. juvenilis (Wesmael, 1848)
- T. kuhmoensis Ranin, 1983
- T. longiator Diller, 2009
- T. longicarinus Diller, 2006
- T. macilentus (Wesmael, 1845)
- T. maculicoxa (Spinola, 1851)
- T. malumator Diller, 2009
- T. malumniger Diller, 2009
- T. mapuche Diller, 2009
- T. maxi Diller, 2009
- T. melanogaster (Holmgren, 1868)
- T. modestus (Wesmael, 1845)
- T. montivagator Bauer, 2001
- T. nigridens (Wesmael, 1845)
- T. nigrifemoratus Ranin, 1983
- T. nigrigilvus Diller, 2009
- T. nigropusillus Diller, 2009
- T. ophtalmicus (Wesmael, 1845)
- T. osculator (Thunberg, 1822)
- T. paluster Ranin, 1985
- T. parvitor Aubert, 1982
- T. pehuenche Diller, 2009
- T. picunche Diller, 2009
- T. planipectus (Holmgren, 1890)
- T. propinquus Ranin, 1983
- T. rubripictus (Wesmael, 1857)
- T. rufopedatus Diller, 2009
- T. sabahensis Diller, 2006
- T. septentrionalis (Holmgren, 1890)
- T. sesiae (Mocsary, 1886)
- T. socialis (Ratzeburg, 1852)
- T. sternaulusator Diller, 2009
- T. stipator (Wesmael, 1855)
- T. stockerorum Diller, 2008
- T. stylarthrus Gokhman, 1991
- T. subcaeruleus Diller, 2009
- T. suspicax (Wesmael, 1845)
- T. tahuletus Diller, 2009
- T. talcaensis Diller, 2009
- T. tenuicinctus (Cresson, 1868)
- T. teres (Berthoumieu, 1906)
- T. tergitruber Diller, 2009
- T. theresae (Berthoumieu, 1900)
- T. thyridiator Diller, 2009
- T. vafer (Wesmael, 1845)
- T. vagus (Berthoumieu, 1899)
- T. verecundus Ranin, 1983
- T. xanthopygus (Berthoumieu, 1898)
- T. yupanqui Diller, 2009